# Gajoubert
Gajoubert település Franciaországban, Haute-Vienne megyében. Lakosainak száma 148 fő (2022. január 1.). Gajoubert Brillac, Oradour-Fanais, Asnières-sur-Blour, Val d’Issoire és Saint-Martial-sur-Isop községekkel határos.

## Népesség
A település népességének változása:
| Lakosok száma | 171  | 156  | 149  | 145  | 143  | 140  | 145  | 146  | 148  |
|               | 2013 | 2015 | 2016 | 2017 | 2018 | 2019 | 2020 | 2021 | 2022 |